# أدوت أكيش
أدوت اكيش بيور (من مواليد 25 ديسمبر 1999) عارضة سودانية جنوبية أسترالية قامت أدوت بأول ظهور لها في أسبوع الموضة في عرض حصري في معرض ربيع / صيف سانت لوران 
2017 ، في عام 2018 تم اختيارها كـ «عارضة العام» من قبل موديل.كوم.

## نشأتها
ولدت أكيتش في جنوب السودان (كان جزءًا سابقًا من السودان) ، لكنه نشأ في كاكوما ، كينيا. كانت في السابعة من عمرها عندما انتقلت من كينيا مع والدتها إلى أديلايد ، أستراليا كلاجئين من جنوب السودان. لديه خمسة أشقاء. تعرف أكيش في أديليد باسم «ماري» ، حيث لم يتمكن المدرسون الأستراليون من نطق اسمها.

## روابط خارجية
- أدوت أكيش على موقع IMDb (الإنجليزية)
- أدوت أكيش على موقع دليل عارضات الأزياء (الإنجليزية)

- Adut Akech على موديل.كوم
- Adut Akech في إنستغرام